# Den svenska historien
Denna artikel handlar om Bonniers bokverk om Sveriges historia. För landet Sveriges historia i allmänhet, se Sveriges historia. För andra bokverk om Sveriges historia och andra betydelser, se Sveriges historia (olika betydelser).

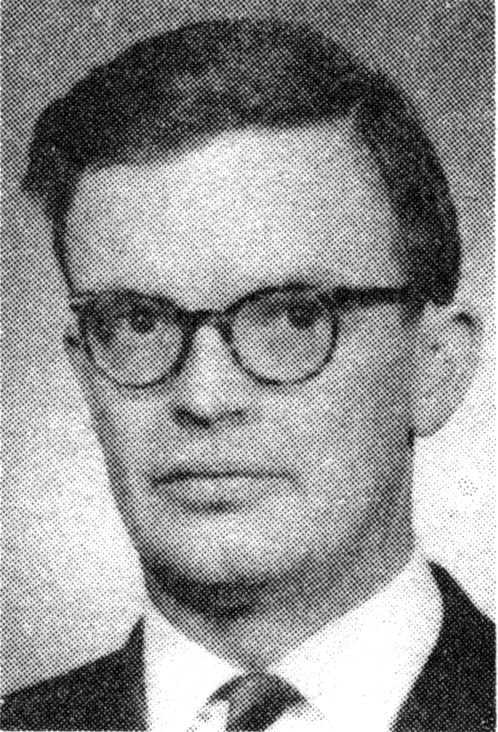
Sten Carlsson var en av de två huvudredaktörerna.

Den svenska historien är ett bokverk om Sveriges historia, ursprungligen utgivet av Albert Bonniers förlag i tio delar 1966–1968 och senast nytryckt i 15 delar 1992. Det skildrar Sveriges historia från den senaste istiden till nutid, utifrån forskningsläget i mitten av 1960-talet. De då kända historieprofessorerna Sten Carlsson och Jerker Rosén var huvudredaktörer, men verket skrevs av totalt 98 författare som bidrog med artiklar. Den svenska historien var det senaste standardflerbandsverket om Sveriges historia till dess att bokförlaget Norstedts gav ut sitt bokverk Sveriges historia 2009–2013.[källa behövs] De ursprungliga delarna saknar ISBN, eftersom verket utgavs innan detta hade införts i Sverige.

## Utformning och innehåll
Ursprungligen bestod Den svenska historien av tio band på cirka 360 sidor var. De inleds med en innehållsförteckning, där artiklar och författare beskrivs. Därefter följer ett uppslag med "minnesmärken" inom  Sveriges gränser. Sevärda turistmål finns utmärkta på en karta, som åtföljs av en lista över dessa, med korta beskrivningar. Därefter följer bandets huvudinnehåll, som består av en artikeltext, uppdelad i flera artiklar om perioden bandet behandlar, varvat med fördjupande artiklar om tidevarvets vardagsliv, jordbruk, stadsliv, krigföring med mera. Verket illustreras med foton och teckningar, med ett fåtal i färg. Till sist följer ordförklaringar, källförteckning och presentationer i text och bild av verkets författare samt bildförteckning. En lista över använda förkortningar samt en tidsaxel över det aktuella historiska skedet, kallad "Samtidighetstabell", ett register samt en lista över ändringar och tillägg avslutar varje del.
Verket nytrycktes i oförändrat skick 1979, men vid den tredje nytryckningen 1992 hade vissa förändringar införts. Källförteckningarna, författarpresentationerna och tidsaxlarna var borttagna och verket hade omarbetats till 15 delar på strax över 200 sidor var. En framställning av tiden från 1960-talet till början av 1990-talet tillkom i 1992 års utgåva.

### Verket i 10 band
Det ursprungliga verket i tio delar gavs ut 1966 (del 1–3), 1967 (del 4–6) och 1968 (del 7–10). Första delen som bar titeln Forntid, vikingatid och tidig medeltid handlar om tiden från istidens slut 13 000 f.Kr. till Magnus Erikssons kungaval 1319. Andra delen, med titeln Medeltid behandlar tiden från Magnus Eriksson till Stockholms blodbad (1319–1520). Tredje delen, Vasatiden, behandlar tiden från Stockholms blodbad 1520 till Karl IX:s död 1611. Den därpå följande fjärde delen med titeln Gustav Adolfs och Kristinas tid behandlar historien under dessa två regenter (1611–1654). Del fem heter Karolinska tiden och behandlar tiden under Karl X Gustav, Karl XI och Karl XII (1654–1718). Sjätte delen hade titeln Frihetstiden och handlar om denna period, alltså 1719–1772. Del sju hette Gustavianska tiden och omfattar Gustav III:s och Gustav IV Adolfs regeringstider, det vill säga 1772–1809. Den åttonde delen, Karl Johanstiden och den borgerliga liberalismen, omfattar tiden från förlusten av Finland till ståndsriksdagens upplösning (1809–1865) medan den nionde delen - Industri och folkrörelser - och omfattar tiden från tvåkammarriksdagens införande till första världskrigets slut (1865–1920). Slutligen bär den tionde delen titeln Vår egen tid och handlar om tiden från 1920 till 1960-talet.

### Verket i 15 band

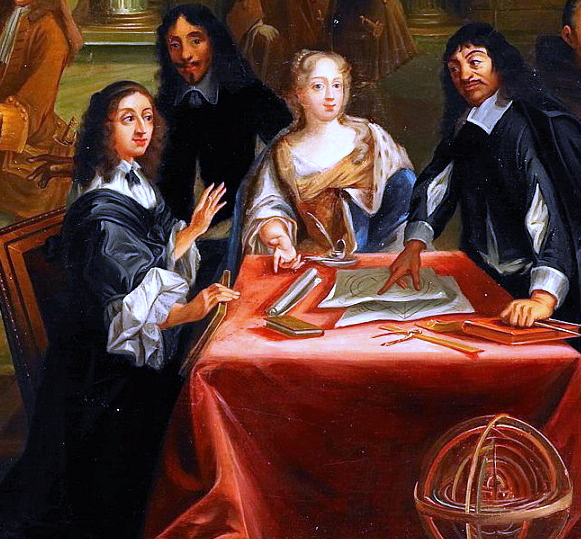
Drottning Kristina i samtal med René Descartes.

När verket omarbetades till 15 band (1992) fick första delen titeln Från stenålder till vikingatid; och handlar om tiden från 13 000 f.Kr. till slutet av 1000-talet e.Kr. Andra delen bär titeln Från Birger Jarl till Kalmarunionen; ändå börjar den inte med Birger jarls tid i mitten av 1200-talet, utan i början av 1100-talet. Skildringen sträcker sig fram till det formella upprättandet av Kalmarunionen 1397. Tredje delen, Kyrka och riddarliv. Karl Knutsson och Sturetiden, behandlar tiden efter Kalmarunionens upprättande fram till Stockholms blodbad 1520. Den fjärde delen med titeln Gustav Vasa. Riket formas handlar om äldre vasatiden, från Stockholms blodbad 1520 till Karl IX:s död 1611. I femte delen, Sverige blir en stormakt, är kronologin emellertid delvis parallell med fjärde delen, eftersom tiden mellan Gustav Vasas död 1560 och Westfaliska freden 1648 behandlas. Sjätte delen, Drottning Kristina. Vetenskap och kultur blomstrar, beskriver just drottning Kristinas tid (1632–1654) – alltså delvis samma period som föregående del, men ur andra synvinklar. Del sju, med titeln Karl X Gustav, Karl XI. Krig och reduktion behandlar just dessa båda kungars tid som regenter, åren 1654–1697. Den påföljande åttonde delen Karl XII, stormaktens fall. Arvid Horn, fredens general tar upp skedet 1697–1750, alltså Karl XII:s regeringstid samt frihetstidens inledning. Nionde delen, Hattar och mössor. Ostindiska kompaniet behandlar åren 1750–1772, frihetstidens senare skede fram till Gustav III:s statskupp. Del tio, Gustav III, en upplyst envåldshärskare handlar om Gustav III:s regeringstid från statskuppen till hans död, men även Gustav IV Adolfs tid som omyndig, åren 1772–1796. Elfte delen med titeln Finland förloras. Karl Johan och freden handlar om tiden från Gustav IV Adolfs myndighet till Karl XIV Johans död, det vill säga 1796–1844. Del tolv heter De första Bernadotterna. Vårt moderna statsskick växer fram och överlappar i fråga om tid delvis den förra delen, eftersom den handlar om tiden från 1815 till ståndsriksdagens avskaffande 1865. Trettonde delen hette Emigrationen och det industriella genombrottet och behandlar de fyrtio åren från tvåkammarriksdagens införande till unionsupplösningen med Norge, 1865–1905. Del fjorton bär titeln Från storstrejken 1909 till folkhemspolitik och avhandlar tiden från unionsupplösningen till rekordåren, alltså från 1905 till 1950-talet. Slutligen heter femtonde och sista delen Våra dagars Sverige och behandlar tiden från 1950-talet till början av 1990-talet.
| Ursprungliga delar                               | Ursprungliga delar | Ursprungliga delar | Tidsomfång            | Nytryckta delar                                         | Nytryckta delar                                              | Nytryckta delar | Nytryckta delar    |
| Titel                                            | Utgivning          | Sidomfång          | Tidsomfång            | Titel                                                   | Titel                                                        | Sidomfång       | ISBN               |
| ------------------------------------------------ | ------------------ | ------------------ | --------------------- | ------------------------------------------------------- | ------------------------------------------------------------ | --------------- | ------------------ |
| Forntid, vikingatid och tidig medeltid           | 1966               | 356                | 13 000 f.Kr.–1100     | Från stenålder till vikingatid                          | Från stenålder till vikingatid                               | 228             | ISBN 91-632-0001-5 |
| Forntid, vikingatid och tidig medeltid           | 1966               | 356                | 1100–1319             | Från Birger Jarl till Kalmarunionen                     | Från Birger Jarl till Kalmarunionen                          | 229             | ISBN 91-632-0003-1 |
| Medeltid                                         | 1966               | 356                | 1319–1397             | Från Birger Jarl till Kalmarunionen                     | Från Birger Jarl till Kalmarunionen                          | 229             | ISBN 91-632-0003-1 |
| Medeltid                                         | 1966               | 356                | 1397–1520             | Kyrka och riddarliv. Karl Knutsson och Sturetiden       | Kyrka och riddarliv. Karl Knutsson och Sturetiden            | 216             | ISBN 91-632-0005-8 |
| Vasatiden                                        | 1966               | 360                | 1520–1560             | Gustav Vasa. Riket formas                               |                                                              | 233             | ISBN 91-632-0007-4 |
| Vasatiden                                        | 1966               | 360                | 1560–1611             | Gustav Vasa. Riket formas                               | Sverige blir en stormakt                                     | 233             | ISBN 91-632-0007-4 |
| Gustav Adolfs och drottning Kristinas tid        | 1967               | 360                | 1611–1632             |                                                         | Sverige blir en stormakt                                     | 218             | ISBN 91-632-0009-0 |
| Gustav Adolfs och drottning Kristinas tid        | 1967               | 360                | 1632–1648             | Drottning Kristina. Vetenskap och kultur blomstrar      | Sverige blir en stormakt                                     | 218             | ISBN 91-632-0009-0 |
| Gustav Adolfs och drottning Kristinas tid        | 1967               | 360                | 1648–1654             | Drottning Kristina. Vetenskap och kultur blomstrar      |                                                              | 209             | ISBN 91-632-0011-2 |
| Karolinska tiden                                 | 1967               | 360                | 1654–1697             | Karl X Gustav, Karl XI. Krig och reduktion              | Karl X Gustav, Karl XI. Krig och reduktion                   | 225             | ISBN 91-632-0013-9 |
| Karolinska tiden                                 | 1967               | 360                | 1697–1718             | Karl XII, stormaktens fall. Arvid Horn, fredens general | Karl XII, stormaktens fall. Arvid Horn, fredens general      | 218             | ISBN 91-632-0015-5 |
| Frihetstiden                                     | 1967               | 360                | 1719–1750             | Karl XII, stormaktens fall. Arvid Horn, fredens general | Karl XII, stormaktens fall. Arvid Horn, fredens general      | 218             | ISBN 91-632-0015-5 |
| Frihetstiden                                     | 1967               | 360                | 1750–1772             | Hattar och mössor. Ostindiska kompaniet                 | Hattar och mössor. Ostindiska kompaniet                      | 219             | ISBN 91-632-0017-1 |
| Gustavianska tiden                               | 1968               | 356                | 1772–1796             | Gustav III, en upplyst envåldshärskare                  | Gustav III, en upplyst envåldshärskare                       | 241             | ISBN 91-632-0019-8 |
| Gustavianska tiden                               | 1968               | 356                | 1796–1809             | Finland förloras. Karl Johan och freden                 |                                                              | 205             | ISBN 91-34-50433-8 |
| Karl Johanstiden och den borgerliga liberalismen | 1968               | 350                | 1809–1815             | Finland förloras. Karl Johan och freden                 |                                                              | 205             | ISBN 91-34-50433-8 |
| Karl Johanstiden och den borgerliga liberalismen | 1968               | 350                | 1815–1844             | Finland förloras. Karl Johan och freden                 | De första Bernadotterna. Vårt moderna statsskick växer fram. | 203             | ISBN 91-34-50435-4 |
| Karl Johanstiden och den borgerliga liberalismen | 1968               | 350                | 1844–1865             |                                                         | De första Bernadotterna. Vårt moderna statsskick växer fram. | 203             | ISBN 91-34-50435-4 |
| Industri och folkrörelser                        | 1968               | 372                | 1865–1905             | Emigrationen och det industriella genombrottet          | Emigrationen och det industriella genombrottet               | 239             | ISBN 91-34-50437-0 |
| Industri och folkrörelser                        | 1968               | 372                | 1905–1920             | Från storstrejken 1909 till folkhemspolitik             | Från storstrejken 1909 till folkhemspolitik                  | 255             | ISBN 91-34-50439-7 |
| Vår egen tid                                     | 1968               | 382                | 1920–1950-talet       | Från storstrejken 1909 till folkhemspolitik             | Från storstrejken 1909 till folkhemspolitik                  | 255             | ISBN 91-34-50439-7 |
| Vår egen tid                                     | 1968               | 382                | 1950-talet–1960-talet | Våra dagars Sverige                                     | Våra dagars Sverige                                          | 193             | ISBN 91-632-0031-7 |
|                                                  |                    |                    | 1960-talet–1990-talet | Våra dagars Sverige                                     | Våra dagars Sverige                                          | 193             | ISBN 91-632-0031-7 |